# Cao Lanh
Cao Lanh (på vietnamesiska Cao Lãnh) är en stad i Vietnam och är den administrativa huvudorten i provinsen Dong Thap. Folkmängden uppgick till 161 292 invånare vid folkräkningen 2009, varav 91 218 invånare bodde i själva centralorten.